# Organ ochrony bezpieczeństwa i porządku publicznego

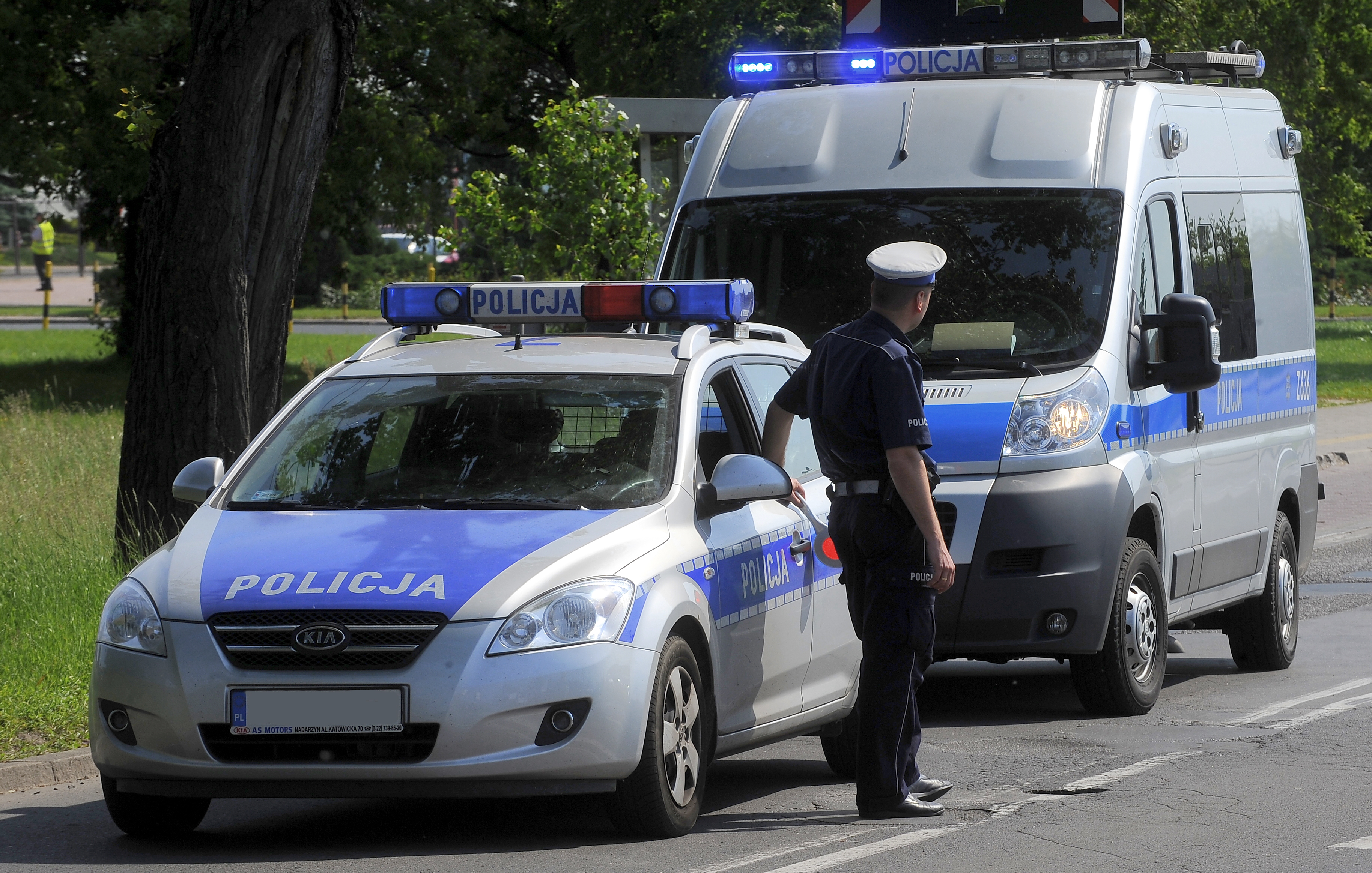
Jeden z organów ochrony bezpieczeństwa i porządku publicznego RP – Policja

Organ ochrony bezpieczeństwa i porządku publicznego – to:
- w wąskim znaczeniu: funkcjonariusz służb państwowych rozumianych ściśle (należących do służb mundurowych, w tym służb specjalnych, innych niż siły zbrojne), którego zadaniem jest wykrywanie i zwalczanie działań naruszających porządek publiczny lub zagrażających bezpieczeństwu ludności;
- w potocznym znaczeniu – służba mundurowa spoza sił zbrojnych, sama w sobie, jako całość;
- w szerokim znaczeniu – ww. funkcjonariusz służb państwowych, albo żołnierz w czynnej służbie wojskowej pełnionej w wyspecjalizowanej i wyodrębnionej służbie Sił Zbrojnych zapewniającej bezpieczeństwo i porządek (Żandarmerii Wojskowej) lub oddelegowany do pełnienia służby w wojskowych służbach specjalnych;
- w najszerszym znaczeniu:
  - ww. funkcjonariusz służb państwowych, albo żołnierz Żandarmerii Wojskowej lub oddelegowany do wojskowych służb specjalnych;
  - każdy inny organ administracji uprawniony do nakładania mandatów karnych lub administracyjnych kar porządkowych, a także do występowania jako oskarżyciel publiczny (np. kierownik, inspektor albo strażnik innych państwowych lub samorządowych służb, inspekcji i straży;
  - pracownik umundurowanej formacji działającej w strukturach przedsiębiorcy wykonującego określoną działalność regulowaną, wykonujący funkcję takiego organu w ściśle określonych, pojedynczych przypadkach, na podstawie szczególnego upoważnienia ustawowego, np.:
    - ustawa o transporcie kolejowym umożliwia zarządcy infrastruktury kolejowej lub ich grupie, po uzyskaniu zgody właściwych ministrów, powołanie formacji Straży Ochrony Kolei (SOK), posiadającej wspomniane uprawnienia, chroniącej także znajdujące się na obszarach kolejowych obiekty i instalacje podmiotów zarządzających infrastrukturą towarzyszącą, w szczególności dworce kolejowe we władaniu PKP S.A. - Oddziału Dworce Kolejowe, urządzenia sieci trakcyjnej utrzymywane przez operatora systemu dystrybucyjnego energii elektrycznej PGE Energetyka Kolejowa, a także urządzenia sieci telekomunikacyjnej utrzymywane przez operatora telekomunikacyjnego PKP Telkol; przy czym w 2023 r. formacje takie osobno utrzymywały zaledwie dwie spółki kapitałowe, obydwie stanowiące część grupy kapitałowej PKP S.A., której spółką-matką jest jednoosobową spółką Skarbu Państwa, a pozostałe udziały należą bezpośrednio do Skarbu Państwa lub właściwych jednostek samorządu terytorialnego; spółki te to:
      - SOK PKP SKM-T sp.z o.o., której pracownicy patrolują większość obszaru kolejowego związanego z linią kolejową nr 250 i poruszające się po niej pociągi, a poza tym obszarem również pociągi SKM-T poruszające się po liniach PKP PLK oraz PKM);
      - SOK PKP PLK S.A., której pracownicy  patrolują obszary kolejowe ogólnokrajowej sieci kolejowej i poruszające się po nich pociągi;

    - kapitan statku morskiego, w szczególności znajdującego się na wodach międzynarodowych, na mocy kodeksu morskiego oraz ustawy o bezpieczeństwie morskim posiada, bez względu na rodzaj armatora, wszelkie uprawnienia niezbędne do ochrony bezpieczeństwa i porządku na statku, w tym prawo do zastosowania niezbędnych środków zaradczych wobec każdej osoby przebywającej na statku, zagrażającej bezpieczeństwu podczas żeglugi, w tym środków przymusu bezpośredniego lub przymusowego odosobnienia;
    - podobne uprawnienia posiada dowódca statku powietrznego podczas lotu, na mocy Prawa lotniczego.

Organem takim nie jest natomiast podmiot publiczny nakładający karę umowną, w tym przewoźnik inny niż lotniczy lub morski, np. organizator publicznego transportu zbiorowego albo  podwykonawca prywatny wykonujący na jego zlecenie zadania w zakresie nakładania na pasażerów środków publicznego transportu zbiorowego opłat dodatkowych stanowiący dorozumiane kary umowne szczególnego rodzaju za brak biletu lub dokumentu uprawniającego do podróży albo za inny czyn lub zachowanie zabronione regulaminem przewozów (nakładają je np. kontroler biletów, kierowca autobusu, konduktor, kierownik pociągu, motorniczy, kapitan statku żeglugi śródlądowej), gdyż opłaty te dochodzone są w postępowaniu cywilnym, a nie administracyjnym.

## Bezpieczeństwo publiczne
Bezpieczeństwo publiczne – ogół warunków i instytucji chroniących życie, zdrowie, mienie obywateli oraz majątek ogólnonarodowy, ustrój i suwerenność państwa przed zjawiskami groźnymi dla ładu prawnego, a także przed zjawiskami mogącymi zakłócić normalne funkcjonowanie obywateli, godzącymi w ogólno-przyjęte normy postępowania. Bezpieczeństwo publiczne jest także stanem w społeczeństwie, który umożliwia jego sprawne funkcjonowanie. Zagrożenia dla bezpieczeństwa publicznego mogą mieć charakter zarówno wewnętrzny, jak i zewnętrzny, czyli mieszczą się tu ingerencje ze strony innych podmiotów państwowych w sprawy wewnętrzne, a także wewnętrzne konflikty i napięcia społeczne. Często przestępczość zakłóca ten ład, co rodzi w społeczeństwie poczucie niesprawiedliwości i braku kontroli państwa nad tym zjawiskiem.

## Organy ochrony bezpieczeństwa i porządku publicznego w Polsce
Do organów ochrony bezpieczeństwa i porządku publicznego w Polsce należą funkcjonariusze następujących służb państwowych:
- Policja – ochrona wewnętrznego ładu publicznego i bezpieczeństwa obywateli, zwalczanie działalności kryminalnej
- Służba Więzienna – umundurowana i uzbrojona formacja realizuje zadania w zakresie wykonywania kary pozbawienia wolności i tymczasowego aresztowania[1].
- Służba Ochrony Państwa – ochrona i transport osób pełniących kierownicze funkcje państwowe, w kraju i za granicą[2].
- Straż Graniczna – ochrona granic i kontrola osób je przekraczających.
- Państwowa Straż Pożarna – umundurowana formacja zajmująca się walką z pożarami oraz pozostałymi zagrożeniami (innymi niż przestępczość) dla ratowania zdrowia i życia ludzkiego[3].
- Służba Celno-Skarbowa – ochrona interesów ekonomicznych państwa związanych z importem i eksportem towarów, produkcją i obrotem towarami akcyzowymi, działalnością hazardową, a także prowadzenie wywiadu skarbowego
- Straż Marszałkowska – ochrona budynków Sejmu i Senatu RP.
- służby specjalne
  - Służba Wywiadu Wojskowego (nienależąca pomimo swojej nazwy do Sił Zbrojnych RP)
  - Służba Kontrwywiadu Wojskowego (nienależąca pomimo swojej nazwy do Sił Zbrojnych RP)
  - Agencja Wywiadu – ochrona zewnętrznego bezpieczeństwa i interesów państwa poprzez prowadzenie cywilnego wywiadu zagranicznego, w tym wywiadu elektromagnetycznego oraz obrazowego
  - Agencja Bezpieczeństwa Wewnętrznego – ochrona państwa przed działalnością obcych służb wywiadowczych, ochrona informacji niejawnych oraz cyberbezpieczeństwa w instytucjach państwowych poza Siłami Zbrojnymi RP oraz w przedsiębiorstwach z dostępem do informacji niejawnych lub zarządzających infrastrukturą krytyczną, zwalczanie terroryzmu i przeciwdziałanie ekstremizmom, zwalczanie innych przestępstw na dużą skalę mogących zagrozić stabilności państwa (bezpieczeństwo narodowe)
  - Centralne Biuro Antykorupcyjne

Niekiedy zalicza się do nich także żołnierzy formacji wojskowej, którą jest Żandarmeria Wojskowa.
Podobnie, pojęcie jest czasem rozciągane na organy lub pracowników części publicznych tzw. formacji paramundurowych:
- Państwowa Straż Łowiecka – zwalczanie kłusownictwa i szkodnictwa łowieckiego i przyrodniczego, ochrona zwierzyny, kontrola legalności wykonywania polowania, kontrola podmiotów oferujących polowania komercyjne, kontrola podmiotów prowadzących skup i obrót zwierzyną.
- Państwowa Straż Rybacka
- Służba Leśna, w tym Straż Leśna – ochrona dobra Lasów Państwowych i inne działania na korzyść tej instytucji.
- Służba Parku Narodowego, w tym Straż Parku
- Służba Parku Krajobrazowego
- Wody Polskie
- Obrona cywilna
- Państwowe Ratownictwo Medyczne
- straże gminne/miejsko-gminne/miejskie – samorządowa formacja mundurowa powoływana przez Radę Gminy do ochrony porządku publicznego na jej terenie
- Inspekcja Transportu Drogowego – formacja ds. bezpieczeństwa przewozu osób i towarów
- Morska Służba Poszukiwania i Ratownictwa
- Straż Ochrony Kolei – ochrona życia ludzi i mienia na obszarze kolejowym oraz zapewnienie porządku publicznego na kolei[4]